# Steven Hofkens
Steven Alexander Hofkens is een personage uit de Vlaamse ziekenhuisserie Spoed dat werd gespeeld door Sven De Ridder. Hij begon als gastpersonage in 2003 en werd nadien een vast personage tot 2008.

## Personage
Dokter Steven Hofkens werkte oorspronkelijk in een ander team en komt voor het eerst in beeld als tijdelijk vervanger van dokter Kathy Pieters in seizoen 5. Hij staat sinds zijn komst op spoedafdeling bekend als de arrogante, maar uitstekende, dokter die zich boven alles en iedereen verheven voelt. Dit zorgt voor regelmatige botsingen tussen hem en de andere leden van het team. Ook Luc Gijsbrecht kan zijn manier van werken niet altijd waarderen. Al van in het begin lopen de spanningen tussen hem en verpleegster Melinda De Cock hoog op. Dit komt door zijn arrogantie, maar ook omdat hij haar, toen ze hem voor de eerste keer assisteerde, beschuldigde van de dood van een patiënt, terwijl hijzelf eigenlijk schuldig was doordat hij verkeerde medicatie uit de apotheek had genomen. In seizoen 6 wordt Hofkens ingeschakeld in het team van Gijsbrecht om het vertrek van Jos Blijlevens op te vangen, maar Barbara Dufour gaat ook en Ilse de Winne vervangt haar. Mel heeft hier aanvankelijk slechte gevoelens bij. Geleidelijk aan veranderden de haatgevoelens tussen Hofkens en Mel meer en meer in liefde en uiteindelijk trouwen ze in seizoen 7. Hofkens mag dan wel heel arrogant lijken, achter dat masker gaat een gevoelige man schuil. Dit viel onder andere op toen hij een kind ter verzorging toevertrouwd kreeg. Een opvallend feit is ook zijn hoogtevrees. Hij kan het ook absoluut niet uitstaan wanneer iemand hem op een andere manier aanspreekt dan met 'Dokter Hofkens'.
Dokter Hofkens steekt het niet onder stoelen of banken dat hij het niet kan vinden met de manier waarop Luc Gijsbrecht zijn beleid voert op de spoedafdeling. Zo is hij het er absoluut niet mee eens dat Mel na hun huwelijk overgeplaatst wordt, zeker niet als hij hierdoor steeds met stagiaires aan de slag moet. Wanneer hij op reis wil gaan, krijgt hij hiervoor van Luc geen toestemming omdat hij dit te laat zou aangevraagd hebben. Uiteindelijk zal hij toch gaan. Zijn manier van doen bezorgt niet alleen Luc kopzorgen, maar ook de rest van het team moet het beklag aanhoren. Hij bezorgt alle stagiaires een helse stage, waarin ze constant uitgejouwd worden. Hofkens haalt uiteindelijk wel zijn slag thuis wanneer Lies op zwangerschapsverlof gaat, want dan wordt Mel tijdelijk weer in het spoedteam aangesteld, dit uit noodzaak wegens een personeelstekort. Hofkens lacht ook stiekem in het vuistje wanneer blijkt dat Luc geen medisch directeur meer is, maar zijn ex-vrouw Marijke zijn plaats zal innemen.
In het laatste seizoen willen Hofkens en Mel graag een kindje, maar dit gaat niet omdat na onderzoek blijkt dat Steven onvruchtbaar is. Ze zetten in seizoen 10 al hun hoop op een adoptiekindje uit Afrika, al verloopt dit niet geheel vlekkeloos. In seizoen 11 is het eindelijk zover, maar Thabo blijkt een terminale nierziekte te hebben. Steven gelooft dit niet. Door Stevens koppigheid komt Thabo uiteindelijk toch naar België. Samen met dokter Filip Driessen ontdekt hij wat er echt met Thabo scheelt. Door het vieze drinkwater waren zijn darmen en nieren aangetast. Thabo wordt weer helemaal beter.

## Familie
- Melinda De Cock (echtgenote)
- Thabo Hofkens (adoptiezoon met Melinda)